# Koré Maïroua
Koré Maïroua è un comune rurale del Niger facente parte del dipartimento di Dogondoutchi nella regione di Dosso.